# 鐘角蛙
鐘角蛙（学名：Ceratophrys ornata）又名阿根廷角蛙或珍珠角蛙或貝氏角蛙，此種有鮮明的體色，大部份皆為深綠色且帶有深紅色線條，但也有因地區的不同而呈紅色的個體，全身佈滿了不規則斑塊，腹部周圍為黃色，臉部呈一條條的粗線（可由此特 徵與美南角蛙作為區別），身體呈矮胖狀，眼上突起短。喜將半身藏於土中。體色會因 環境的不同而有所改變。鐘角蛙為南美洲的特有種，分佈在巴西南部、烏拉圭、阿根廷等地。以昆蟲、囓齒類、蜥蜴、其他青蛙(包括年幼同類)為食，飼育時有因貪食，而導致死亡的現象。

## 描述

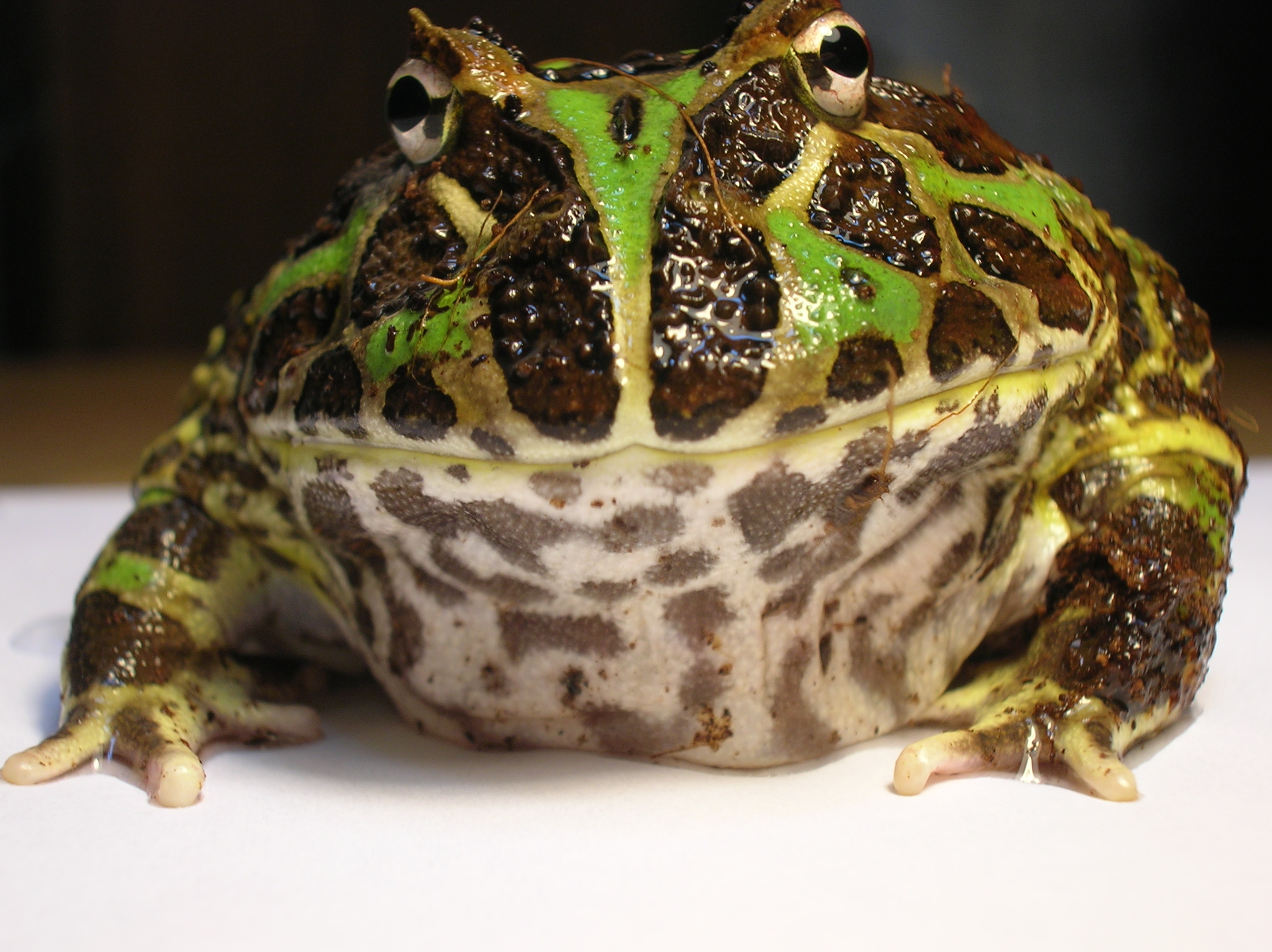
鐘角蛙

雌性鐘角蛙體長可達 16.5 cm（6.5英寸），雄性則可達 11.5 cm（4.5英寸）。平均壽命為 5 至 6 年，然而在人工飼育環境下可以超過 10 年。

## 繁殖
雌性鐘角蛙一次可產下約 2,000 顆卵，卵會在兩週後孵化為蝌蚪。

## 圖片

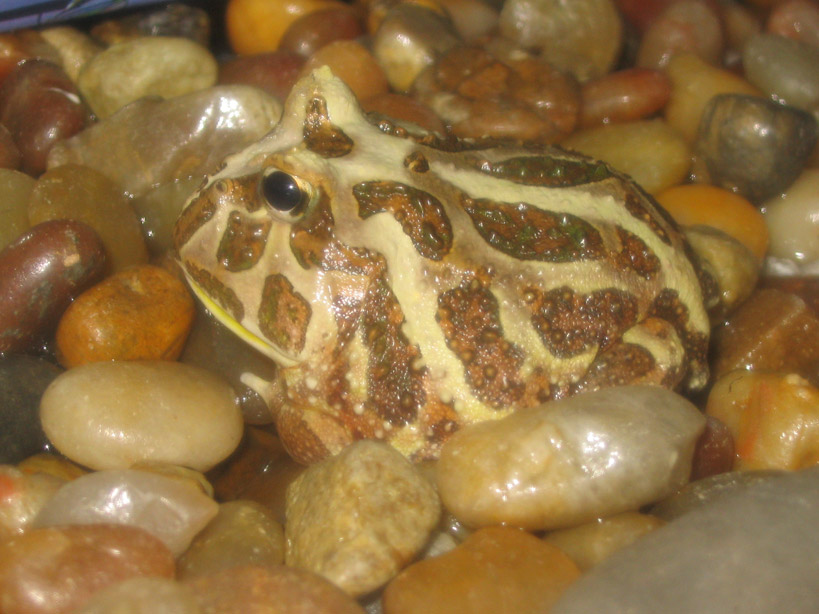
年輕的鐘角蛙
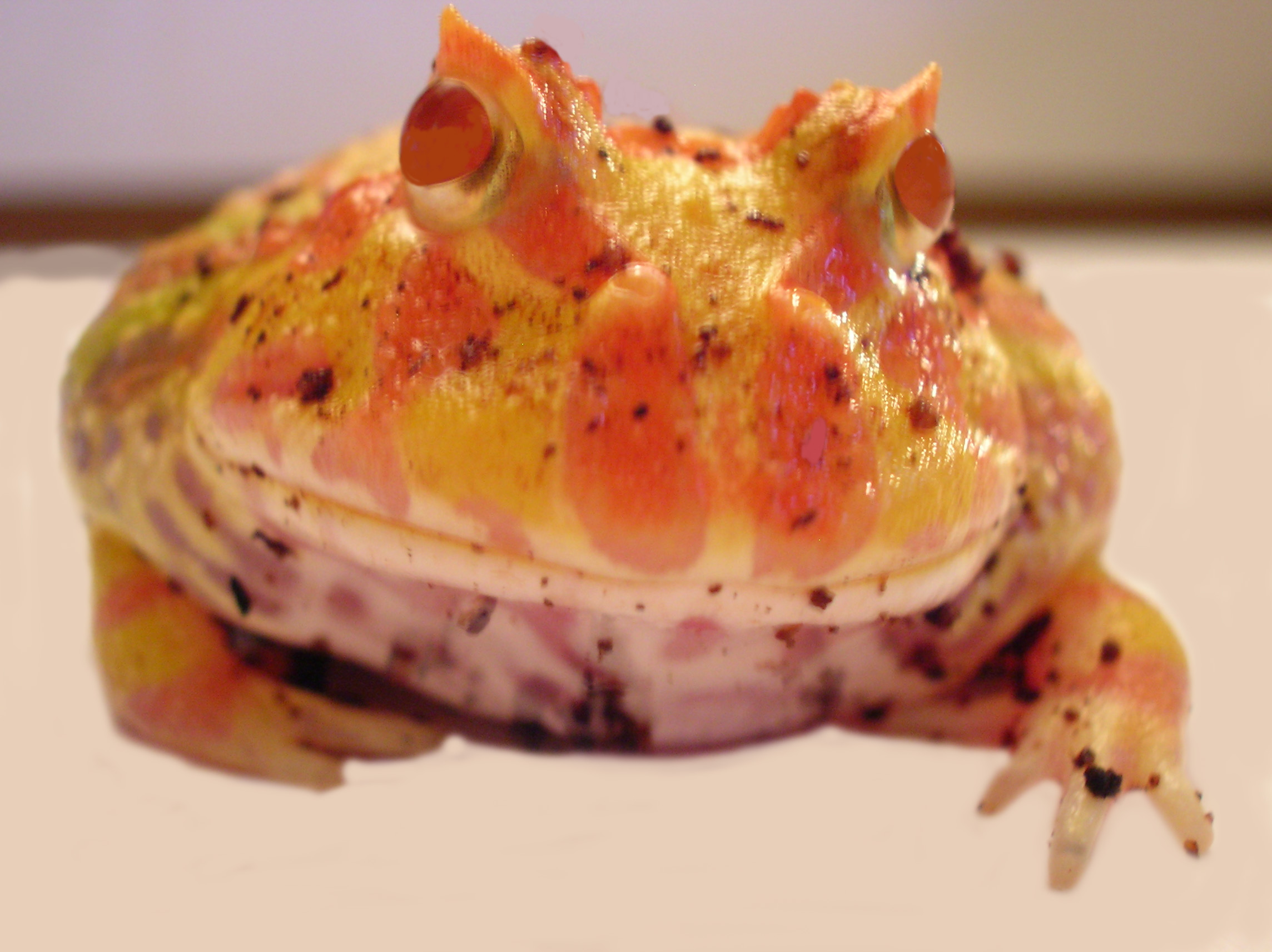
白化鐘角蛙
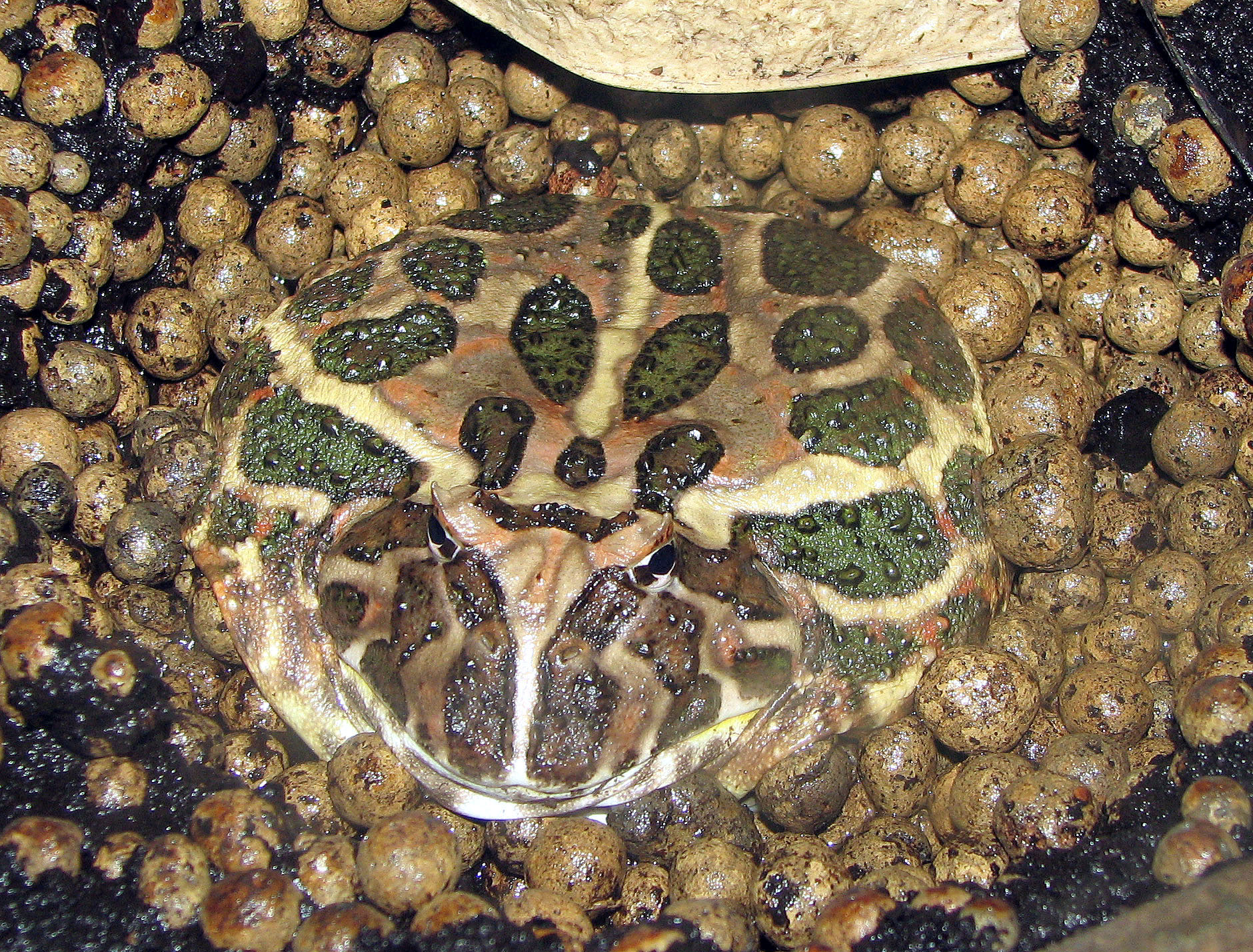
成年鐘角蛙
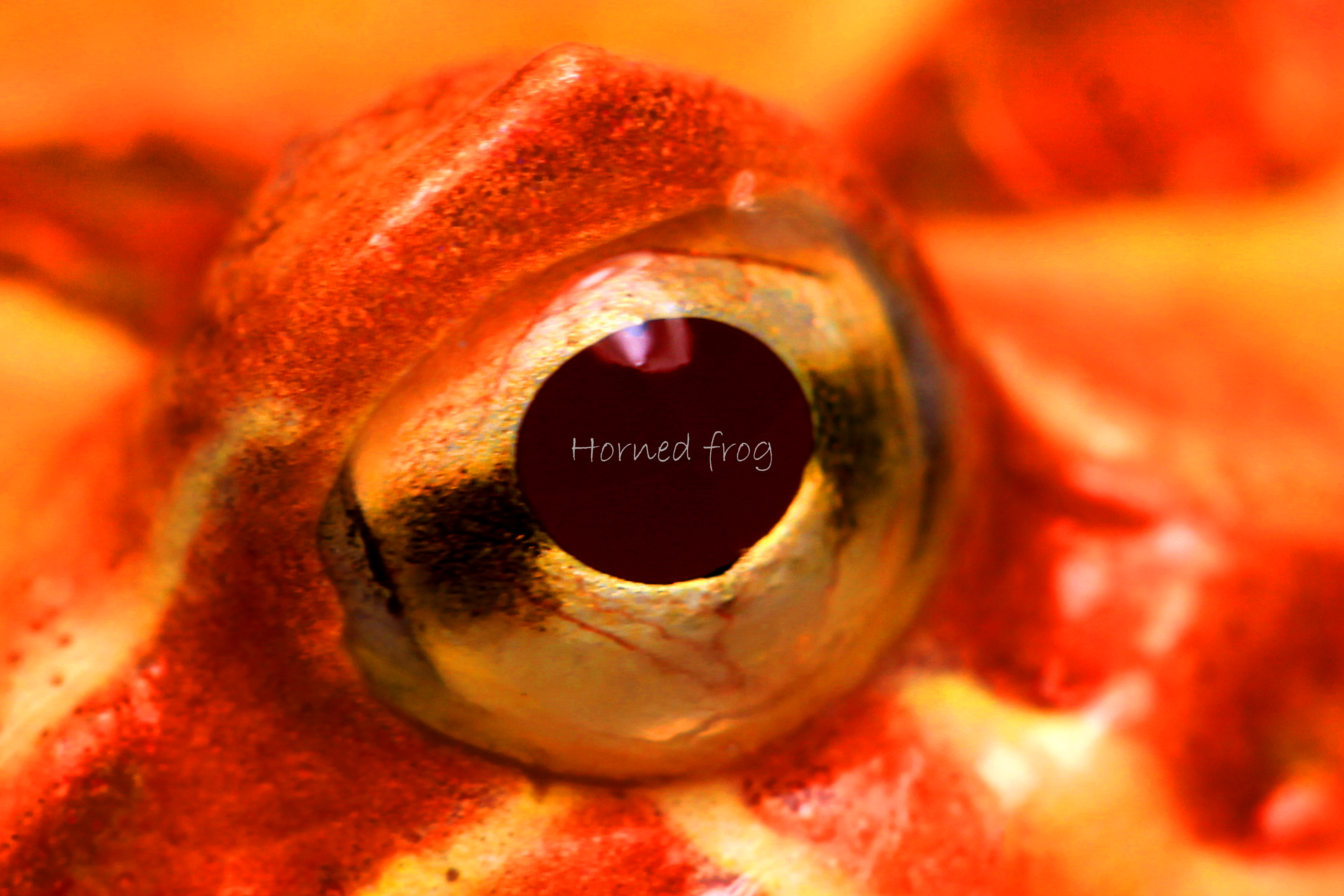
目